# 阜阳专区
阜阳专区，中华人民共和国安徽省已撤销的专区，在今安徽省西北部。
1949年置，属皖北行署区，专员公署驻阜城市（今阜阳市）。辖阜城、界首、亳城3市及阜阳、太和、亳县、涡阳、蒙城、凤台、颍上、临泉8县及阜南办事处。
1950年，撤销阜城市，并入阜阳县；撤销亳城市，并入亳县；撤销阜南办事处，改设阜南县。1952年，阜阳专区改属安徽省。1953年，撤销界首市，改设界首县。专区辖10县。1959年，界首、太和2县合设首太县。1961年，撤销首太县，复设界首、太和2县。1964年，析阜阳、涡阳、蒙城、凤台4县设利辛县。专区辖11县。1971年，撤销阜阳专区，改置阜阳地区。